# Burkhard Tesdorpf
Burkhard Tesdorpf (né le 6 octobre 1962 à Bad Oldesloe) est un cavalier allemand de concours complet.

## Carrière
Tesdorpf remporte en 1982 la médaille d'or par équipe du championnat d'Europe junior. En 1984, avec Freedom, il devient champion d'Allemagne et obtient sa qualification dans l'équipe d'Allemagne pour les Jeux olympiques d'été de 1984. Il finit 39e de l'épreuve individuelle puis gagne la médaille de bronze par équipe avec Claus Erhorn, Bettina Overesch et Dietmar Hogrefe.

## Source, notes et références
1. ↑  (de) « Burkhard Tesdorpf », sur munzinger.de (consulté le 17 novembre 2023).

- (de) Cet article est partiellement ou en totalité issu de l’article de Wikipédia en allemand intitulé « Burkhard Tesdorpf » (voir la liste des auteurs).